# Distretto di Pithoragarh
Il distretto di Pithoragarh è un distretto dell'Uttarakhand, in India, di 462 149 abitanti. È situato nella divisione di Kumaon e il suo capoluogo è Pithoragarh.